# Probaryconus inermis
Probaryconus inermis är en stekelart som först beskrevs av Jean-Jacques Kieffer 1908.  Probaryconus inermis ingår i släktet Probaryconus och familjen Scelionidae. Inga underarter finns listade i Catalogue of Life.